# Eugenio Niccolini
Eugenio Giuseppe Emilio Antonio Maria Niccolini, XI marchese di Camugliano e Ponsacco (Firenze, 22 agosto 1853 – Firenze, 23 febbraio 1939), è stato un imprenditore e politico italiano.

## Biografia
Discendente dell'antica dinastia nobiliare dei Niccolini, XI marchese a portare il titolo di Camugliano e Ponsacco, vive l'infanzia e gran parte della giovinezza nella grande tenuta di Camugliano, ex palazzo Medici acquistato nel 1637. Compie gli studi inferiori e superiori e si laurea in legge allo scopo di farsi una solida base giuridica per amministrare le cospicue attività e proprietà di famiglia, costituite da grandiose imprese agricole e da antichi palazzi di Firenze, tra i quali il palazzo di famiglia nel quartiere di Santa Maria Novella acquistato dal padre nel 1863. Appassionato cacciatore fin da ragazzo, è stato più volte ospite di Vittorio Emanuele II, di Umberto I e di Vittorio Emanuele III nelle tenute reali di San Rossore e Castelporziano nonché nella villa reale dell'isola di Montecristo, e compagno di battute con, tra gli altri, Gabriele D'Annunzio, Giosuè Carducci e Renato Fucini. Nel 1906 è tra i primi collaboratori della neo-fondata rivista dedicata alla caccia Diana. Ugualmente benvoluto negli ambienti nobiliari e dal popolo, specie dai contadini delle sue tenute, è stato consigliere comunale e sindaco di Prato e nel 1913 viene nominato senatore a vita. Tra i vari incarichi della sua lunga vita parlamentare c'è la nomina a membro della Commissione per la nuova Legge Venatoria, decisa personalmente da Mussolini.